# Pierre Josset
Pierre Josset, né à Bordeaux (France) en 1598 et mort à Tulle en 1663, est un prédicateur jésuite et missionnaire. Il est également poète néo-latin, professeur de rhétorique au collège de Limoges, et auteur d'ouvrages édifiants.

## Missionnaire - Professeur de collège

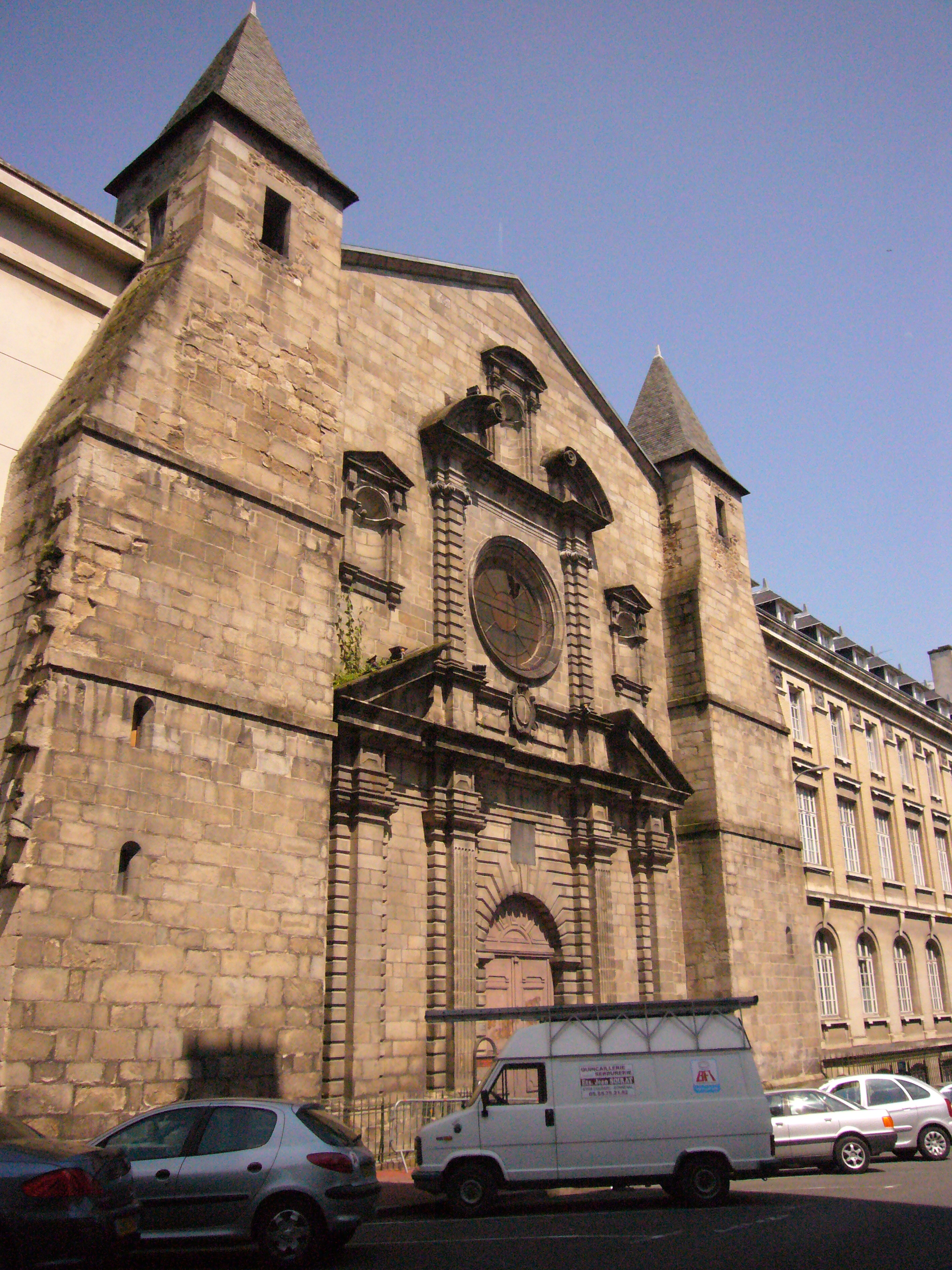
La chapelle du Lycée Gay-Lussac, telle que Pierre Josset l’a connue alors qu’il enseignait au Collège de Limoges.

Pierre Josset naît à Bordeaux, en Gironde, en 1598 et fait ses études au collège de cette ville . Il entre chez les Jésuites en 1607. Il enseigne l'Écriture Sainte et la rhétorique dans divers collèges du Sud-Ouest de la France. Il effectue également des missions dans des régions françaises soupçonnées d'hérésie par l’Église catholique.
Pierre Josset est régent (enseignant) de Rhétorique au Collège de Limoges, qui connaît à cette époque une spiritualité d'accent mystique. Le recteur de 1647 à 1650 en est Nicolas Du Sault.

## Écrivain et poète néo-latin

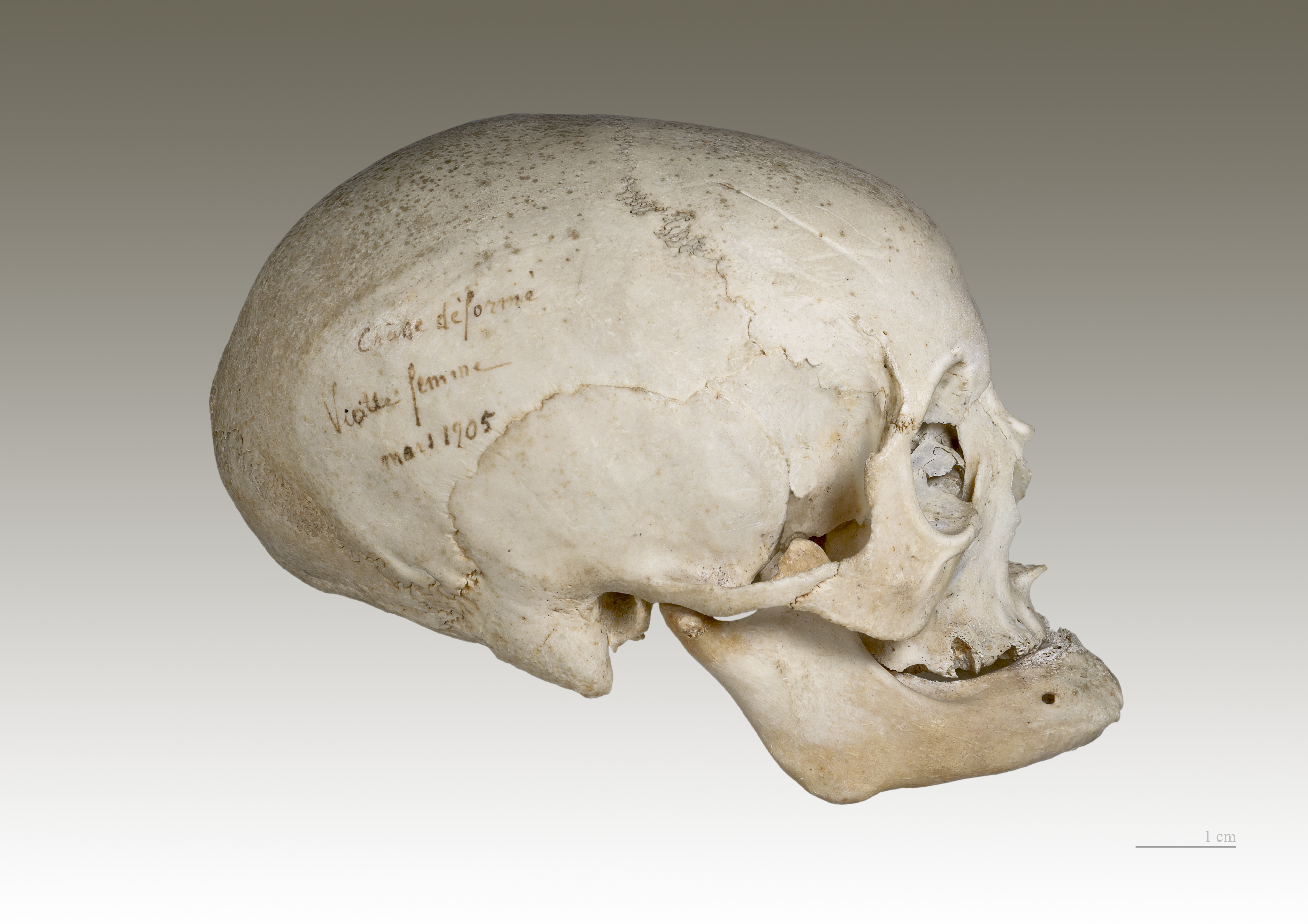
Photographie d’un crâne qui a été l’objet d’une « déformation toulousaine », sujet abordé par Pierre Josset dans « Rhetorice », publié en 1650.

Au Collège de Limoges, au XVIIe siècle, la qualité de l’enseignement est élevée, les enseignants publient généralement leurs écrits. Pierre Josset, admirateur de Ronsard, lecteur de Platon et des Pères de l'Église, publie en 1650, à destination de ses élèves, un traité de rhétorique sous forme poétique en vingt-deux chants, « Rhetorice ». Le livre est imprimé à Limoges le 8 mai 1650 par Antoine Barbou, typographe du roi, de la ville et du collège de Limoges. 
Cette épopée de 13900 vers environ, est écrite en hexamètres dactyliques. L'ouvrage veut témoigner de l’expérience des collèges jésuites en France depuis leur réouverture en 1604. Il rapporte également l’expérience personnelle de l'auteur. 
La lecture de cet ouvrage montre un haut niveau d'intellectualisme des enseignants jésuites. Sur l’un des sujets traités (la conformation particulière de la tête des futurs orateurs, en lien avec la constitution physique de l'enfant dont il doit faire plus tard un orateur) l'auteur montre des connaissances étendues. Il a certainement lu Hippocrate qui, dans un de ses ouvragesparle de la déformation artificielle et volontaire du crâne chez des peuples des bords de la Mer Noire (« Je commence par les Macrocéphales ; il n'est point de peuple qui ait la tête semblable à la leur. Dans le principe, l'allongement de la tête était l'effet d'une coutume, maintenant la nature prête secours à cette coutume, fondée sur la croyance que les plus nobles étaient ceux qui avaient la tête la plus longue ; voici quelle est cette coutume : aussitôt qu'un enfant est mis au monde, pendant que son corps est souple et que sa tête conserve encore sa mollesse, on la façonne avec les mains, on la force à s'allonger en se servant de bandages et d'appareils convenables qui lui font perdre sa forme sphérique et la font croître en longueur. ») ; Josset doit également connaître les pratiques qui existaient dans la France de l’époque, en Limousin, et, plus largement, en Aquitaine, comme cette tradition qui consistait à coiffer les nourrissons d’un tissu serré, pour obtenir une déformation crânienne (on connaît, par exemple, la « déformation toulousaine »).
Dans sa pratique de vie, Pierre Josset se soumet régulièrement à des exercices de macération et de jeûne. On le retrouve par exemple inanimé, un jour de mai 1663, dans son oratoire. Il meurt à Tulle, Corrèze, en 1663.

## Un extrait de l’ouvrageRhetoricede Pierre Josset
L'extrait suivant est tiré du Premier livre, « De prima futuri oratoris œtatula ». La traduction en est d’E. Blanchard, docteur en médecine, membre de la Société archéologique à Limoges) :
« Mais voici que le temps de l’enfantement est venu : l'enfant naît.

Accoucheuse fidèle, aide-le ; façonne-lui des membres élégants,

Des articulations souples et flexibles.

Quoique la nature bienfaisante lui ait donné, dans le sein de sa mère,

Et le port et la physionomie ; quoiqu'elle ait déjà déterminé la forme de la tête

Et la configuration des membres, toi cependant, de tes mains habiles,

Ne laisse pas d'ajouter une grâce plus parfaite ; apporte

Des embellissements à la forme naturelle; et, si cette forme n'était pas belle,

Corrige-la : elle se laissera plier entre tes doigts comme de la cire molle.

Donc, nourrice fidèle, façonne la tête de tes mains habiles, cette tête

Qui contiendra plus tard tant de choses et tant de richesses : qu'elle n'ait pas

Une forme entièrement sphérique : qu'elle ne se développe pas en un cercle parfait :

 À la vérité, cette forme va bien à la masse cérébrale,

Mais elle n'offre pas une place assez vaste pour la mémoire (nécessaire à l'orateur).

Que la tête de notre enfant soit donc un peu longue ;

Que, par derrière, elle aille légèrement en pointe, comme le bout d’une courge :

Il y aura alors un vaste champ, un lieu spacieux pour loger la mémoire.

Que le front, demeure certaine de l'intelligence parvenue à sa maturité,

Ne prenne pas la forme d'un cercle étroit, ce qui est l'indice d'un esprit léger ;

Mais qu'il aille se développant comme une surface plane,

Mais légèrement renflée du côté où s'implantent les cheveux. »

## Œuvres de Pierre Josset
- Pierre Josset, Annales ecclesiastici, poeticis numeris illigati, a Christo nato ad nos usque traducti, Poitiers, J. Thoreau et A. Mesnier, 1638 (traduction en vers latins des "Annales ecclésiastiques" de Baronius)
- Pierre Josset, Kalendae januariae ad... Franciae Delphinum futurae virtutis augures et praenunciae felicitatis, La Rochelle, S. Du Rosne, 1639 ("Franciade" latine)
- Pierre Josset, Rhetorice, placida quam Pieris irrigat unda, grandia facundae reserans praecepta loquelae, Limoges, A. Barbou, 1650

## Sources
- Joseph Aulagne, Un siècle de vie ecclésiastique en province. La réforme catholique du XVIIe siècle dans le diocèse de Limoges, Paris, H. Champion, 1906
- E. Blanchard, Conformation particulière de la Tête, observée dans le Limousin, Travaux de la XXVIe session du Congrès Scientifique de France, Limoges, septembre 1859. Limoges, Impr. de Chapoulaud Frères, 1860
- Marc Fumaroli, Héros et orateurs : rhétorique et dramaturgie cornéliennes, Genève, Droz, 1990